# NGC 5243
NGC 5243 је спирална галаксија у сазвежђу Ловачки пси која се налази на NGC листи објеката дубоког неба.
Деклинација објекта је + 38° 20' 36" а ректасцензија 13h 36m 15,1s. Привидна величина (магнитуда) објекта NGC 5243 износи 13,3 а фотографска магнитуда 14,1. NGC 5243 је још познат и под ознакама UGC 8592, MCG 7-28-36, CGCG 218-27, IRAS 13340+3836, PGC 48011.